# Bojtár B. Endre
Bojtár B. Endre (Budapest, 1963. szeptember 20. –) magyar újságíró, műfordító.

## Életpályája
Szülei: Bojtár Endre és Farkas Anna. 1981-ben érettségizett az Apáczai Csere János Gimnáziumban. Ezután az ELTE angol-lengyel szakos hallgatója volt. Szombathelyen volt katona, így csak 1987-ben diplomázott le. 1994-1998 között a Magyar Narancs (1998-2000 között MaNcs) főszerkesztő-helyettese volt. 1996 óta műsorvezető a Tilos Rádióban. 2000 óta a Magyar Narancs főszerkesztője.

## Művei
- Gazdátlan bűnök. Cikkek, riportok; Palatinus, Bp., 1999
- Magyar Narancs. Minden héten forradalom. A szerk. 2010-2014. Az elmúlt négy év 141 tételben; szerk. Bojtár B. Endre; Park, Bp., 2014

## Műfordításai
- A. Minkowski: Dagi (ifjúsági regény, 1985)
- M. Roberts: Európa története 1900-1973. Az új barbárság kora? (1992)
- Milorad Pavić: A tüsszögő ikon (elbeszélés, Gállos Orsolyával, 1993)
- Czesław Miłosz: A hatalom megragadása (regény, 1993)
- Borislav Pekić: Veszettség (regény, Radics Viktóriával, 1995)

## Filmjei
- Országalma (1998)
- A kis utazás (2000)
- Feri és az édes élet (2001)
- Sztornó (2006)

## Műsorai
- Tranzit

## Díjai
- Bazsalikom-díj (1993)
- Joseph Pulitzer-emlékdíj (2007)